# Xanthorhoe amaura
Xanthorhoe amaura là một loài bướm đêm trong họ Geometridae.